# Ekonomická krize
Ekonomická krize je jedna z fází hospodářského cyklu, která nastává, pokud ekonomický pokles trvá po dobu nejméně čtyři čtvrtletí. Kratší období nejméně (půlroční) se nazývá odborně recesí. Chápeme-li ekonomiku jako hospodaření, tj. nejen jako souhrn výsledků hospodaření, ale i jako proces jejich tvorby, potom ekonomickou krizí označujeme takový stav, kdy se proces tvorby hospodářských výsledků projevuje negativní společenskou situací.

## Historie ekonomické krize
Už od válečných reparací po první světové válce přední ekonomové formulovali teorie o vzniku ekonomických krizí. Ekonomická krize je tedy již 100 let vnímána jako globální problém. S nárůstem globalizace se zvýšila i rychlost šíření negativních zpráv, a tedy vzrůstá i rychlost, s jakou je povědomí o existenci ekonomické krize šířeno. Z hlediska společenské nálady je ekonomická krize fenomén, který jako výsledek masové dohody vede k politizaci projevů krize, například nezaměstnanosti, pokles příjmů, nárůst cen, apod.

### Příklady ekonomických krizí a recesí
- Krach na vídeňské burze 1873
- Velká hospodářská krize 1929
- Ropný šok 1973, 1979
- Rozpad Sovětského svazu 1991
- Velká recese 2008
- Koronavirová recese 2020

## Systémové pojetí
Pokud bychom chtěli zkoumat ekonomickou krizi a její důsledky jako kvalitu systému, museli bychom vytvořit vhodný model ekonomiky (tj. model procesu tvorby výsledků). V takovém systému zcela nepochybně budou hrát významnou roli peníze (fenomén naší epochy), jako nosič toku v procesu tvorby výsledků od zdroje k cíli. Funkce peněz je přitom nevylučitelná, neboť má-li něco být ekonomické, musí to být za peníze směnitelné. Prvky takového systému potom budou patrně osoby, ať už fyzické nebo právnické. Proces tvorby výsledků a jejich následné směny za peníze potom bude ekonomikou. Takový systém potom charakterizují už jednotlivé pojmy, které známe z jednotlivých společenských věd, jež se ekonomikou zabývají: ekonomie, ale i např. právo. Příkladem takových pojmů je poptávka, nabídka, závazek, pohledávka, majetek, atd.
Pokračujme ovšem v rozkladu problému dále. Stav (protipól), který vnímáme, když není ekonomická krize, je opět výsledek masové dohody a zjednodušeně bychom jej mohli nazvat spokojenost s fungováním ekonomiky – tj. stav kdy ekonomika „šlape“. Kdy to „jede, tak jak má“. To tedy znamená určitou stabilní úroveň toků v systému, tj. směna peněz za výsledky probíhá hladce, „bez zádrhelů“.
Pokud bychom systém toků mezi jednotlivými prvky vyjádřili matematicky funkcí, šlo by to vyjádřit například takto:
φ (x,ε,t), kde
x je vektor určující polohu prvku systému – osoby,
ε je vektor výsledků směnitelných za peníze (hodnota těchto výsledků) a
t je parametr čas.
Matematik by řekl, že pokud ekonomika funguje, tj. "šlape", "jede", čili "probíhá hladce", pak to znamená, že tok systémem (společností) je homogenní. Nemá žádné poruchy, které by se projevovaly jako něco, co stabilitu toků změní. Matematicky by to šlo vyjádřit prostřednictvím operátoru divergence, který říká, že je-li divergence nula, potom všechno, co do zkoumané oblasti nateklo, tak z ní zase vyteklo (neexistence poruch zhuštění nebo zřídnutí).
Příklad: pokud si napustíme vanu, tak dokud bude zašpuntovaná a bude-li přívod další vody vypnutý, tak divergence v celém objemu bude nulová. Molekuly vody se pohybují sem tam, ale není žádný přítok ani výtok. To se změní v okamžiku, kdy vytáhneme špunt. Potom bude divergence nenulová. 
Stav bez krize vyjádřený matematicky v našem modelu: div φ (x,ε,t)=0
Tento zápis má svou logiku, pokud si uvědomíme, že i tisk nových peněz probíhá uvnitř systému, tj. v rámci ekonomiky jako reálný projev inflace, který má za následek to, že hodnota výsledku zítra bude vyšší než dnes, což motivuje k tomu, abych se výsledek pokud možno prodal co nejdříve.
Je zde i další opodstatnění takového modelu. Vždyť přece peníze fungují tak, že se nikam neztrácí. Jako energie. Pokud někdo zbohatl, tak někdo musel zchudnout. Peníze neubývají. Je to jako spojené nádoby.
Otázka zní: Kde tedy jsou ty peníze, když je ekonomická krize? Kde končí? Kam se poděly? Proč nefungují toky, jako dosud?
Odpověď by bylo možné hledat v našem modelu. Připustíme-li, že stav bez krize je stavem bez „poruch“ v toku, potom stav s krizí je stavem s poruchou toku výsledků v systému směny.
Matematicky bychom to mohli vyjádřit: div φ (x,ε,t)≠0
Interpretovat by to šlo takto: V systému již není homogenní prostředí. Někde nám to prostředí zřídlo a někde naopak zhoustlo. Jsou místa, kde peníze chybí, a ta se zvětšují. Modely systémů s velkým množstvím prvků dnes již umí simulovat a řešit matematici za použití počítačů moderními metodami (například metodou konečných prvků), protože takové modely vedou k obrovským soustavám parciálních diferenciálních nerovnic (v našem případě).

## Shrnutí výsledků systémového přístupu
Otázka: "Jaký to má ale důsledek?" Pravděpodobně to funguje tak, že určité množství osob získá tolik peněz, že s jejich pomocí mohou vydělávat ještě rychleji (peníze jsou u nich v hustějším výskytu, než je únosné pro stabilitu toku výsledků). To vede ke zřídnutí množství peněz ve zbytku populace (většiny), která ovšem určuje společenskou náladu. Po dosažení určitých mezních hodnot se objeví shoda na tom, že existuje krize. To vede k politizaci témat souvisejících s projevem krize. Zároveň se krize prohlubuje tak dlouho, dokud nedostatek, jako hlavní projev krize, se nestane hlavní politikum. Pak už jen všechny osoby v systému hledají cestu z krize. Společenská shoda o tom, že „je krize“, přestane mít význam (je všudypřítomná) a nedostatek způsobí novou konjunkturu toku výsledků.

## Současné trendy ekonomického výzkumu
Současné trendy výzkumů ekonomie lze shrnout jako zdokonalování současné ekonomické teorie. Důkazem jsou i oceněné ekonomické práce laureátů Nobelových cen v poslední době:
- 2001 – J. E. Stiglitz, M. A. Spence, G. A. Akerlof - objasnili tržní situace v podmínkách existence asymetrických informací a jejich dopady aplikovali například na problematiku nezaměstnanosti, daňového a úvěrového systému, jednotlivých dílčích trhů.
- 2002 – D. Kahneman, V. L. Smith - integrovali do ekonomického výzkumu poznatky z psychologie, hlavně o lidském chování a rozhodovaní v podmínkách nejistoty. Využili laboratorní experimenty, kterými ověřovali platnost paradigmat všeobecné ekonomické teorie.
- 2003 – C. W. J. Granger, R. F. Engle – věnovali se ekonometrii, rozpracovali teorii stacionárních a integrovaných časových postupností a posuzování rozptylu v krátkém a dlouhém období. Podporovali východiska nové klasické makroekonomie založené na teorii racionálních očekávání.
- 2004 – E. C. Prescott a F. E Kydland – přispěli k vysvětlení ekonomických cyklů, který ovlivnil nezávislost centrálních bank a jejich zaměření na cenovou stabilitu.
- 2005 – R. J. Aumann a T. C. Schelling – přispěli k porozumění konfliktům a kooperací pomocí analýzy z teorie her.
- 2006 – Edmund Strother Phelps – analýza intertemporálních substitučních vztahů v makroekonomické politice
- 2007 – Leonid Hurwicz, Eric Stark Maskin a Roger Bruce Myerson – položení základů teorie vytváření mechanismů
- 2008 – Paul Robin Krugman – analýza vzorců obchodu a umisťování ekonomických aktivit
- 2009 – Elinor Ostromová a Oliver Eaton Williamson – analýza ekonomického řízení, zejména v oblasti veřejných statků; analýza ekonomického řízení, zvláště pak vymezení hranic firmy
- 2010 – Peter Arthur Diamond, Dale Thomas Mortensen a Christopher Antoniou Pissarides – analýza trhů práce zatížených náklady na vyhledávání
- 2011 – Thomas John Sargent a Christopher Albert Sims – empirický výzkum příčin a důsledků v makroekonomice
- 2012 – Alvin Eliot Roth a Lloyd Stowell Shapley – teorie stabilních alokací a praktické návrhy podoby trhů

## Filozofický pohled naregulaci
Kdyby někdo uměl formulovat takový makroekonomický model použitelný pro řízení států, jednotlivých ekonomik i firem, ve kterém by udržení div φ (x,ε,t)=0 bylo jedním z hlavních politických témat, potom možná bychom mohli pojem ekonomická krize používat pouze v učebnicích historie. Zatím je to ale aktuální téma a každý občan, který se dožil důchodového věku, se za posledních sto roků minimálně dvakrát za život ocitl uprostřed ekonomické krize. Možná je to novodobé Orwellovské téma vybízející ke vzniku ministerstva vášně, jež by regulovalo bohatství osob jako cestu vedoucí ke stabilitě.